# Кильдишевское сельское поселение
Ки́льдишевское се́льское поселе́ние (чув. Килтĕш ял тăрăхĕ) — муниципальное образование в Ядринском районе Чувашии Российской Федерации.
Административный центр — деревня Кильдишево.

## История
Статус и границы сельского поселения установлены Законом Чувашской Республики от 24 ноября 2004 года № 37 «Об установлении границ муниципальных образований Чувашской Республики и наделении их статусом городского, сельского поселения, муниципального района и городского округа».

## Население
| 2010 | 2012  | 2013 | 2014 | 2015 | 2016 | 2017 |
| ---- | ----- | ---- | ---- | ---- | ---- | ---- |
| 1036 | ↘1001 | ↘984 | ↘970 | ↘944 | ↘929 | ↘884 |
| 2018 | 2019  | 2020 | 2021 |      |      |      |
| ↘847 | ↘834  | ↘817 | ↘792 |      |      |      |

## Состав сельского поселения
| № | Населённый пункт | Тип населённого пункта          | Население |
| - | ---------------- | ------------------------------- | --------- |
| 1 | Исмендеры        | деревня                         | ↘107      |
| 2 | Испуханы         | деревня                         | ↗363      |
| 3 | Кильдишево       | деревня, административный центр | ↘412      |
| 4 | Ордашево         | деревня                         | ↘140      |